# Бенарвил
Бенарвил (фр. Bénarville) насеље је и општина у северној Француској у региону Горња Нормандија, у департману Приморска Сена која припада префектури Авр.
По подацима из 2011. године у општини је живело 242 становника, а густина насељености је износила 55,5 становника/km². Општина се простире на површини од 4,36 km². Налази се на средњој надморској висини од 125 метара (максималној 136 m, а минималној 75 m).

## Демографија
| 1962. | 1968. | 1975. | 1982. | 1990. | 1999. | 2011. |
| ----- | ----- | ----- | ----- | ----- | ----- | ----- |
| 157   | 169   | 171   | 190   | 213   | 193   | 242   |

График промене броја становника у току последњих година